# Parroquia de Union
La parroquia de Union (en inglés: Union Parish), fundada en 1839, es una de las 64 parroquias del estado estadounidense de Luisiana. En el año 2000 tenía una población de 22.803 habitantes con una densidad poblacional de 10 personas por km². La sede de la parroquia es Farmerville.

## Geografía
Según la Oficina del Censo, la parroquia tiene un área total de 2345 km² (905,4 mi²), de la cual 2273 km² (877,6 mi²) es tierra y 72 km² (27,8 mi²) (3.06%) es agua.

### Parroquias y condados adyacentes
- Condado de Union (Arkansas) - noroeste
- Condado de Ashley (Arkansas) - noreste
- Parroquia de Morehouse - este
- Parroquia de Ouachita - sureste
- Parroquia de Lincoln - suroeste
- Parroquia de Claiborne - oeste

## Carreteras
- U.S. Highway 63/U.S. Highway 167
- Carretera Estatal de Luisiana 2
- Carretera Estatal de Luisiana 15
- Carretera Estatal de Luisiana 33

## Demografía
En el 2000 la renta per cápita promedia de la parroquia era de $29,061, y el ingreso promedio para una familia era de $36,035. En 2000 los hombres tenían un ingreso per cápita de $30,494 versus $21,070 para las mujeres. El ingreso per cápita para la parroquia era de $14,819. Alrededor del 18.60% de la población estaba bajo el umbral de pobreza nacional.

## Ciudades y pueblos
| - Bernice - Downsville | - Farmerville - Junction City | - Lillie - Marion | - Spearsville - Sterlington |

### Otros lugares
- Shiloh
- Point